# 사이토 히로노리
사이토 히로노리는 일본의 남자 성우이다.